# Metal Gear Solid 2: Sons of Liberty
Metal Gear Solid 2: Sons of Liberty [ˈmetl ɡɪə ˈsɒlɪd tuː sʌnz ˈʌv lɪbətɪ] (jap. メタルギア ソリッド2　サンズ・オブ・リバティ Metaru Gia Soriddo 2 Sanzu obu Ribati) ist ein Computerspiel mit Stealth- und Action-Elementen von Hideo Kojima, das von Konami entwickelt und 2001 erstmals veröffentlicht wurde. Metal Gear Solid 2: Sons of Liberty ist der direkte Nachfolger des 1998 erschienenen Metal Gear Solid. Er erschien für die Spielkonsole PlayStation 2. Das Spiel wurde weltweit über 7 Millionen Mal verkauft. Wie auch schon der Vorgänger, erhielt Metal Gear Solid 2: Sons of Liberty hohe Wertungen in Fachzeitschriften und zahlreiche Auszeichnungen. Vor allem die Grafik und die Musik, die Harry Gregson-Williams komponierte, wurden positiv aufgenommen.
Es folgten mehrere direkte Nachfolger: Metal Gear Solid 3: Snake Eater (2004), Metal Gear Solid 4: Guns of the Patriots (2008), Metal Gear Solid: Peace Walker (2010) und Metal Gear Solid V: The Phantom Pain (2015) samt Prolog Metal Gear Solid V: Ground Zeroes (2014).

## Handlung
Die Handlung beginnt im Jahr 2007. Solid Snake soll für seinen Freund Otacon im Auftrag der gemeinnützigen Organisation Philanthropy den Kampfroboter Metal Gear RAY des USMC fotografieren. Dieser befindet sich geheim auf einem Tanker, der von einer bewaffneten russischen Spezialeinheit unter der Führung von Oberst Gurlukovich und Revolver Ocelot, genannt Shalashaska, übernommen wurde. Nach einem siegreichen Kampf gegen Gurlukovichs Tochter Olga sowie einer Gruppe Elitesoldaten kann Snake schließlich in den Frachtraum eindringen, in dem Metal Gear RAY gelagert wird. Dort hält der Marine-Kommandant Col. Dolph gerade eine Ansprache an seine Mannschaft, die noch nichts von der feindlichen Übernahme des Frachters bemerkt hat. Der ebenfalls anwesende Ocelot enthüllt nun seine wahre Absicht, Metal Gear RAY für eine unbekannte Organisation namens The Patriots zu stehlen. Er tötet Gurlukovich und den Kommandanten und zündet überall auf dem Schiff angebrachte Sprengladungen. Als Snake sich ihm jedoch zu erkennen gibt, erleidet er einen Anfall. Ocelot, der in Metal Gear Solid seinen rechten Arm nach einem Angriff von Gray Fox verlor, besitzt nun einen „neuen“, der ihm von Liquid Snakes Leiche transplantiert wurde. Die Persönlichkeit von Liquid, die im Arm eingeschlossen ist, ergreift vorübergehend Besitz von Ocelot. Schließlich stiehlt Ocelot, beziehungsweise Liquid Snake den Metal Gear RAY und versenkt den Tanker mitsamt allen an Bord befindlichen russischen und amerikanischen Soldaten. Solid Snake kommt bei der Aktion scheinbar ums Leben und wird später für die Explosion des Tankers verantwortlich gemacht. Nachdem man noch ein Funkgespräch von Ocelot zu hören bekommen hat, in dem er die erfolgreiche Erbeutung von Metal Gear RAY meldet und das Gespräch bedeutungsschwanger mit „Yes, Mr. President!“ beendet, bricht dieser Handlungsstrang an der Stelle ab.
Die weitere Handlung setzt zwei Jahre später, im Jahr 2009, an. Eine Terroristengruppe namens Dead Cell, eine ehemalige Black-Ops-Spezialeinheit, hat die nach dem Tankerunglück errichtete Meeresreinigungsanlage Big Shell unter ihre Kontrolle gebracht und Geiseln genommen. Unter diesen befindet sich auch der US-Präsident James Johnson. Die Entführer, unter der vermeintlichen Führung des totgeglaubten Solid Snake, nennen sich selbst Sons of Liberty.
Der junge FOXHOUND-Agent Jack, Codename: Raiden wird von Col. Roy Campbell ausgesandt, die Geiseln (vornehmlich den Präsidenten) zu befreien und Informationen über die Terrorgruppe herauszufinden. Im Laufe des Spiels kämpft Raiden gegen mehrere Mitglieder der Gruppe und gelangt mit Hilfe des echten Solid Snake, der wider Erwarten am Leben ist und nicht die Seiten gewechselt hat, an Informationen über eine Illuminati-ähnliche Organisation namens The Patriots, welche die Kontrolle über das gesamte Weltgeschehen haben. Auch der Präsident ist lediglich eine von den Patriots ins Amt gebrachte Marionette für die Öffentlichkeit. Raiden findet schließlich heraus, dass das Projekt „Les enfants terrible“, welches mit Hilfe der Gene des legendären Soldaten „Big Boss“ den perfekten Soldaten hervorbringen soll, nie eingestellt wurde. Ganz im Gegenteil wurde eine ganze Armee genetisch modifizierter Soldaten (genannt Tengu) erschaffen, um den neuesten Metal Gear zu schützen. Dieser nennt sich Arsenal Gear und wird von einer künstlichen Intelligenz namens G.W. (Abkürzung für George Washington) gesteuert. Bewacht wird er von einer ganzen Armada von Metal Gear RAYs. Ocelot, der weiterhin im Auftrag der Patriots arbeitet, enthüllt, dass das gesamte Szenario lediglich ein abschließender Test für Raiden und die Funktion von Arsenal Gear / G.W. war. Die Big Shell war nur eine Fassade für Arsenal, eine Umweltkatastrophe hat nie stattgefunden. Auch Solidus Snake, der Anführer von Dead Cell und ebenfalls ein Klon von Big Boss (und damit genetischer Bruder von Solid und Liquid Snake) wurde von Ocelot nur benutzt. Des Weiteren waren Col. Campbell und Raidens Verlobte Rosemary, die ihn per Codec mit Informationen versorgt haben, ebenfalls Teil von G.W., ihr Aussehen wurde hervorgerufen durch die vor dem Einsatz in Raidens Körper implantierten Nanomaschinen. Sie sollten seinen Fortschritt überwachen und ihn dabei unter Kontrolle halten. Durch einen Virus, den Snakes Freund Otacon und dessen Schwester in die künstliche Intelligenz einspeisen können, gerät diese jedoch außer Kontrolle, was zu wirren Meldungen Campbells und Rosemarys sowie zu Fehlverhalten von Arsenal Gear führt, wodurch Raiden schließlich die Wahrheit herausfindet. Liquid Snake, durch die Anwesenheit seiner Brüder wieder erwacht, übernimmt erneut die Kontrolle über Ocelot und will an Bord eines RAY fliehen, wobei er von Snake verfolgt wird.
Arsenal Gear steuert derweil unkontrolliert auf die Küste von Manhattan zu und strandet dort an der Federal Hall, auf dessen Dach es zum entscheidenden Kampf zwischen Raiden und Solidus kommt. Raiden besiegt Solidus, der am Ende des Kampfes vom Dach stürzt und am Denkmal von George Washington tot zusammenbricht.
Nach dem Endkampf mit Solidus trifft Raiden wieder mit Snake zusammen, der die Geschehnisse abermals überlebt hat, und will mit ihm die Patriots ausfindig machen. Nachdem der Abspann des Spiels gelaufen ist, ist ein weiteres Funkgespräch zu zwischen Solid Snake und Otacon zu hören. Aus diesem geht hervor, dass sie eine Liste mit den Namen der Mitglieder der Patriots aus dem Computer von Arsenal Gear bergen konnten, wobei einer von ihnen gar der größte Förderer von Otacons und Snakes Organisation Philanthropy ist. Zu ihrer großen Überraschung sind die dort vermerkten Personen aber bereits seit über hundert Jahren tot. Mit diesem rätselhaften Fund endet das Spiel.
Während des Spieles werden mehrere philosophische sowie politische Gedanken aufgegriffen. Zu diesen Gedanken zählen unter anderem die kritische Auseinandersetzung mit Krieg. Snake wird als Kämpfer für Frieden bezeichnet und dient als Vorbild für Raiden. In diesem Zusammenhang ist zu erwähnen, dass Snake vielen Menschen zuvor das Leben nahm, was die Diskrepanz zwischen seinen Handlungen und seinem Ziel zeigt. Des Weiteren erwähnt Snake im Spiel, dass Töten nie gerechtfertigt sei. Hier wird die Spielart des Spielers hinterfragt. Ziel des Spiels ist es, so wenig wie möglich zu töten. Der Spieler besitzt allerdings die Möglichkeit, so viel zu töten, wie er kann, auch wenn er es nicht tun soll, wodurch ein Bezug zu Entscheidungen vom Spieler und dem Spiel kreiert wird. Ein weiterer Punkt ist die Hinterfragung von Moral. In der Szene, bevor Raiden gegen Solidus das letzte Mal kämpfen muss, werden die Motive der Patriots erklärt: Es geht um die Selektion von Informationen nach dem Vorbild der Evolution (natürliche Selektion) zur Kontextualisierung von Informationen für das Individuum. Denn die Doppelmoral und die Isolation vor anderen Meinungen jedes Individuums führe nur zu gravierenden Problemen. „Billions spent on new weapons in order to humanely murder other humans.“ („Milliarden werden für neue Waffen ausgegeben zum Zweck des humanen Ermordens anderer Menschen.“) und weitere moralische Verfälle weisen auf die Inkompetenz des Individuums hin, frei entscheiden zu dürfen. GW beginnt sogar das Selbst von Raiden in Frage zu stellen. Das Selbst sei nur ein Mittel, um eine Meinung von anderen zu übernehmen. Hier wird die Gleichschaltung aller Menschen zum eigenen Wohle gerechtfertigt. Die Freiheit aller Menschen führe nur zu Konflikten und Problemen. Mit der Gleichschaltung aller Informationen will GW die Menschen vor sich selbst beschützen. Die Frage, ob Gleichschaltung zur Kreierung von Frieden richtig ist, sei dahingestellt. Des Weiteren werden mehrere politische Probleme dargestellt, wie z. B. die Kindersoldaten-Problematik, wobei Raiden selbst ein Kindersoldat war. Er erzählt von der Betäubung durch Schießpulver (in dem Toluol enthalten ist) und stellt die Wirksamkeit von Konventionen gegen Kindersoldaten in Frage, da anscheinend zu wenig getan wird. Der Konsum von Schwarzpulver könnte ein Bezug zu den Konflikten in Sierra Leone sein, in dem es mehrere Berichte über den Konsum von Schwarzpulver mit Kokain (oder ähnlichen Drogen) gab.

## Spielprinzip und Technik
Das grundlegende Gameplay wurde aus dem Vorgänger Metal Gear Solid übernommen. Der Spieler steuert die Spielfigur (Solid Snake und den neu hinzugekommenen Raiden) in einer 3D-Umgebung und kann – wie in Stealth-Spielen üblich – durch die Areale schleichen, wobei ein Hauptziel darin besteht, möglichst unbemerkt zu bleiben. Dabei stehen dem Spieler wie auch schon im Vorgänger verschiedene Möglichkeiten wie rennen, schleichen und verstecken zur Verfügung. Solle es zum Kampf kommen, stehen dem Spieler eine Auswahl an verschiedenen Waffen zur Verfügung. Im Gegensatz zum Vorgänger kann der Spieler nun in der Ego-Perspektive Gegenstände benutzen und den Gegnern durch Einschüchtern und Drohen sogenannte Hundemarken entlocken. Durch das Sammeln solcher Hundemarken kann man im Spiel spezielle Ausrüstungsgegenstände freischalten. Wieder beinhaltet das Spiel zahlreiche und teilweise sehr lange Zwischensequenzen, die die Handlung voranbringen.
Für die europäische Version wurde ein zusätzlich einstellbarer Schwierigkeitsgrad mit dem Namen „European Extreme“ hinzugefügt, in dem es weder Rationen noch Hundemarken gibt. Außerdem endet das Spiel sofort bei der ersten Entdeckung durch einen Feind.

## Produktionsnotizen
Das erste Skript zu Metal Gear Solid 2: Sons of Liberty entwickelte Designer Hideo Kojima bereits 1999. Der ursprüngliche Arbeitstitel des Spiels war Metal Gear Solid III. Das Produktionsbudget betrug 10.000.000 US-Dollar.

### Extras und Eastereggs
- Snakes Landung auf dem Tanker zu Beginn des Spiels ist der Ankunft des Terminator aus dem gleichnamigen Filmen nachempfunden.
- Die Namen auf den Hundemarken stammen (mit ein paar Ausnahmen) von den Entwicklern des Spiels.
- Unter den Soldaten im Laderaum befindet sich einer, der nur mit einer Unterhose bekleidet ist. Betritt man den Raum auf eine bestimmte Weise, steht dort eine ganze Gruppe Soldaten ohne Hose.
- Schaltet man den Beamer im Laderaum einige Male um, sind auf der Leinwand irgendwann Bilder und ein Film von bekannten japanischen Models zu sehen.
- Unter bestimmten Umständen ist durch die Digitalkamera ein geisterhaftes Bild des Schöpfers der MGS-Reihe, Hideo Kojima auf der Leinwand im Laderaum zu sehen.
- Der Marine-Kommandant Scott Dolph ist nach dem Übersetzer und Bodyguard von Hideo Kojima benannt.[4]
- Jacks Codename Raiden bezieht sich auf das im Zweiten Weltkrieg von den kaiserlich japanischen Heeresluftstreitkräften eingesetzte Kampfflugzeug Mitsubishi J2M Raiden (dt.: „Donnerschlag“). Die Alliierten Streitkräfte wiederum gaben dem Flugzeug den Codenamen Jack.
- Auf der Big Shell sind Miniaturen der Moai, den berühmten Osterinsel-Steinstatuen versteckt, teilweise nur auf bestimmten Schwierigkeitsgraden. Sie können jedoch nicht weiter verwendet oder eingesammelt werden.
- Snake verwendet den Decknamen Iroquis Pliskin, was eine direkte Anspielung auf den Protagonisten Snake Plissken (gespielt von Kurt Russell) aus dem Film Die Klapperschlange ist. Trotz der weit verbreiteten, gegenteiligen Annahme bezieht sich der Name Solid Snake jedoch nicht auf diesen, wie Hideo Kojima selbst erklärte.[5] Iroquois bedeutet zudem in der Sprache der Algonkin „Schwarze Schlange“ oder „Klapperschlange“.
- Hal Emmerichs Codename Otacon ist eine Mischung aus den Begriffen Otaku und Convention.
- Der legendäre Konami-Cheat, der sich in fast jedem Konami-Spiel wiederfindet, kommt auch hier zur Anwendung: Gibt man ihn nach Spielende im Bewertungsbildschirm ein, wird dies von Solid Snake mit der Frage: „What do you think you're doing?“ (dt.: „Was glaubst du, was du da tust?“) kommentiert.

### Erweiterte Version und Neuauflage
2003 wurde eine überarbeitete Version des Spiels unter dem Namen Metal Gear Solid 2 - Substance für Sony Playstation 2 und zum ersten Mal auch für Microsoft Xbox und Windows PC veröffentlicht. Diese Version beinhaltete etwa 500 VR-Trainingsmissionen mit Solid Snake und Raiden (ähnlich den Special Missions aus Metal Gear Solid), einen Boss-Survival-Mode, einen Theater-Modus, bei dem alle Zwischensequenzen des Spiels separat angeschaut werden und Charaktere ausgetauscht werden konnten, sowie fünf alternative, von der Haupthandlung losgelöste Missionen mit Solid Snake, genannt Snake Tales. Die Playstation 2 Versionen beinhaltete außerdem als einzige einen der Tony-Hawk-Reihe ähnlichen Skateboard-Modus, bei dem man mit Solid Snake auf der Big Shell skaten konnte. Ebenfalls PS2-exklusiv war die Ultimate Collector’s Edition, die zusätzlich die bis dahin nur in den USA separat erhältliche, interaktive Bonus-DVD „The Document of Metal Gear Solid 2“ enthielt.
Zusätzlich zum Spiel selbst wurde außerdem das bereits erhältliche, offizielle Lösungsbuch von Piggyback wiederveröffentlicht und um ein Extra-Heft ergänzt, welches die zusätzlichen Inhalte der Substance-Version behandelt.
Substance war ebenfalls Bestandteil der 2012 für Playstation 3 und Xbox 360 veröffentlichten Metal Gear Solid HD-Collection, welche neben diesem noch die Serienableger Peace Walker und Snake Eater in überarbeiteter Bild- und Tonqualität beinhalteten. Diese Version beinhaltete allerdings nicht mehr den Skateboard-Modus oder den Inhalt der Bonus-DVD.

### Roman zum Spiel
- Raymond Benson: Metal Gear Solid 2: Sons of Liberty, Panini Verlag 2010, ISBN 3-8332-2047-3.

## Rezeption
Aus 42 aggregierten Wertungen erzielt Metal Gear Solid 2: Sons of Liberty auf Metacritic einen Score von 96. Das US-Magazin GameSpy lobte Story, Gameplay, Grafik und Musik des Spiels und kritisierte lediglich Gameplaydetails wie eine verbesserungsbedürftige KI der Gegner.